# Керамзитова сировина
Керамзи́това сировина́ (рос. керамзитовое сырье, англ. expanded clay material, нім. Keramsitrohstoff m, Porensinterrohstoff m) — легкоплавкі глини, суглинки, аргіліти, алевроліти та глинисті сланці, які використовуються для одержання штучного пористого гравію або піску — керамзиту.
В Україні породи, що є К.с., поширені майже на всій території. На великих площах залягають потужні шари неогенових глин Причорноморської западини, Дніпровсько-Донецької западини та Українського щита, юрських глин Бахмутської западини, карбонових та пермських сланців Донецької складчастої споруди, тріасово-юрських (таврійських) сланців Кримських гір, бітумінозні сланці менілітової світи палеогену в Українських Карпатах, верхньопротерозойські сланці Криворізько-Кременчуцької тектонічної зони. Для промислових потреб розробляють 18 родовищ К.с. у 12 областях України. Найвища якість К.с. — у Кримській, Дніпропетровській та Одеській областях. Щороку видобувають 2,6-2,7 млн м3 (з урахуванням розкривних порід Нікопольського марганцевого басейну).